# 松热松 (汝拉省)
松热松（法語：Songeson）是法国汝拉省的一个市镇，属于隆莱索涅区（Lons-le-Saunier）克莱尔沃勒拉克县（Clairvaux-les-Lacs）。该市镇总面积8.42平方公里，2009年时的人口为72人。

## 人口
松热松人口变化图示